# Liu Zongyuan
Liu Zongyuan (柳宗元S, Liǔ ZōngyuánP, zi: Zǐhòu (子厚S); Yongji, 773 – Liuzhou, 28 novembre 819) è stato uno scrittore cinese.
Vissuto durante la dinastia Tang, fu un burocrate a corte, ma dopo alcuni rovesci politici, nonostante la difesa tenace da parte di Han Yu per mezzo dei suoi saggi, venne mandato in esilio nel sud dello Hunan.
Liu Zongyuan è un rappresentante del movimento per la riforma della prosa per il ritorno all'antico stile di prosa guwen, in luogo dell'allora prevalente stile pianwen. È oltretutto l'inventore e maggior esponente della prosa paesaggistica cinese (parla dei paesaggi del sud dello Hunan durante il periodo d'esilio) che utilizza in numerosi saggi per formulare considerazioni filosofiche e sociologiche, ed è considerato in generale il più elegante prosatore della letteratura cinese. Per le sue critiche ed analisi sociologiche si serve anche di biografie di persone comuni, spesso fittizie, in cui cerca di dar voce ai problemi del popolo. Coltivò con dovizia anche il genere minore xiaoshue (piccolo discorso, ossia la novella e l'aneddoto) e le sue favole allegoriche, dove per la prima volta appaiono animali parlanti, gli hanno valso l'appellativo di Esopo cinese.
La poetica di Liu Zongyuan è marcatamente intimista e rivela un profondo legame spirituale col Buddhismo; cinque delle sue poesie sono state inserite nell'antologia Trecento poesie Tang.
Fu anche un calligrafo particolarmente apprezzato.

## Opere maggiori
- Biografia del giardiniere cammello Guo: sono criticati i difetti della burocrazia indicando le fatiche della gente comune; non è comunque uno scritto politico
- Spiegazione del ministero dell'accalappiaserpenti: critica alle difficoltà della gente umile per pagare le tasse